# Ophioderma pentacantha
Ophioderma pentacantha is een slangster uit de familie Ophiodermatidae.
De wetenschappelijke naam van de soort werd in 1917 gepubliceerd door Hubert Lyman Clark.